# Polymorphanisus muluensis
Polymorphanisus muluensis är en nattsländeart som beskrevs av Barnard 1980. Polymorphanisus muluensis ingår i släktet Polymorphanisus och familjen ryssjenattsländor. Inga underarter finns listade i Catalogue of Life.